# American Express
Az American Express vagy Amex amerikai pénzügyi vállalat. Főleg bankkártyákat adnak ki, de utazócsekkeket is gyártanak. Székhelye New Yorkban található. Több kártyájukon is megtalálható a szimbólumuk, egy gladiátor.

## Története
1850-ben alapították a New York-i Buffalóban. Ekkor még gyorsposta szolgálatként tevékenykedtek. Henry Wells, William G. Fargo és John Warren Butterfield üzletemberek alapították meg. 1975-ig a manhattani Financial Districtben (Pénzügyi körzetben) található épületben volt a főhadiszállásuk, később a Lower Manhattanben található "Three World Financial Centerbe" tették át székhelyüket, amely a világ legmagasabb épületei közé tartozik. A vállalat innen irányítja tevékenységeit az egész világra kiterjedőleg. Jelenlegi vezérigazgatója Stephen J. Squeri. 2017-ben bejelentették, hogy elhagyják Magyarországot, az OTP Bankkal való együttműködésük megszűnése és a kisebb elterjedtség miatt (Magyarországon a Mastercard és a Visa számít a legelterjedtebb bankkártyáknak). Csak a lakossági bankkártyákat vonta be az OTP Bank, az üzleti szegmensben továbbra is jelen van itthon a cég. 2018-ban némileg megváltoztatták logójukat, az eddig használt világoskék háttérszínt sötétkékre váltották és a betűtípus is kicsit megváltozott.